# Хармони (Индијана)
Хармони (енгл. Harmony) град је у америчкој савезној држави Индијана.

## Демографија
По попису из 2010. године број становника је 656, што је 67 (11,4%) становника више него 2000. године.
| Група             | 2000.       | 2010.       |
| Белци             | 575 (97,6%) | 639 (97,4%) |
| Афроамериканци    | 1 (0,2%)    | 5 (0,8%)    |
| Азијати           | 2 (0,3%)    | 2 (0,3%)    |
| Хиспаноамериканци | 0 (0,0%)    | 8 (1,2%)    |
| Укупно            | 589         | 656         |